# Presidente de Guinea
El presidente de la República de Guinea (en francés: Président de la République de Guinée) es el jefe de Estado, encarna la unidad nacional, vela el respeto a la Constitución. Además es el garante de la independencia nacional, de la integridad territorial, de la continuidad del Estado y del funcionamiento de las instituciones. El presidente es el jefe supremo de las Fuerzas Armadas guineanas.

## Historia de la Presidencia
La República de Guinea surgió en 1958 cuando el pueblo guineano rechazó la constitución francesa de 1958, que preveía la creación de una Comunidad Francesa que englobara a todas las excolonias francesas como estados asociados.  
El primer presidente del país fue Ahmed Sékou Touré, líder desde 1952 del Partido Democrático de Guinea, que había hecho campaña por el no en el referéndum de 1958. El nuevo estado de constituyó como una república semipresidencialista, aunque con carácter unipartidista de orientación marxista. El fuerte presidencialismo de Touré desembocó en un régimen autoritario acusado de perseguir a los opositores políticos, asesinatos y torturas en el Campo de Boiro hasta la muerte del presidente en 1984. Pese a haber abandonado el marxismo en 1978, el régimen de Touré siguió persiguiendo a la oposición. 
La muerte del presidente, en 1984, llevó al país a la inestabilidad interna que fue aprovechado por el general Lansana Conté para orquestar un golpe de Estado ese mismo año. Conté quedó al frente del país presidiendo el Comité Militar para la Regeneración Nacional (CMRN). Con el paso de los años, las relaciones internacionales forzaron a Conté a iniciar un proceso democratizador que concluyó en 1992 cuando fue aprobada una nueva constitución. Entre las nuevas medidas fue la reducción del mandato presidencial de 7 a 5 años y una limitación para ejercer el cargo a solo dos mandatos. 
Estas reformas beneficiaron la imagen pública de Conté, que aprobó el multipartidismo, y se impuso en las sucesivas elecciones presidenciales de 1993, 1998 y 2008. Conté se mantuvo en el cargo hasta su fallecimiento en 2008. Inmediatamente al fallecimiento del presidente se produjo un nuevo golpe de Estado protagonizado por Moussa Dadis Camara. Nuevamente la jefatura del Estado quedó a cargo de una junta militar, Consejo Nacional para la Democracia y el Desarrollo, que prometió una transición democrática rápida. Pese a que Camara prometió no presentarse, en septiembre de 2009 se desdijo y provocó protestas en Conakri que acabaron con 157 muertos. 
Tras el intento de magnicidio contra Camara que lo incapacitó, asumió la presidencia del Consejo, Sekouba Konate, quien convocó elecciones presidenciales para el año 2010. Los resultados dieron la victoria a Alpha Condé, que reeditó su victoria en 2015. La reforma constitucional de 2020 aumentó el mandato de 5 a 6 años, aunque mantuvo la limitación del número de mandatos. Condé fue derrocado en 2021 por un nuevo golpe de Estado liderado por el coronel Mamady Doumbouya.

## Elección
La nueva constitución de 2020 estableció que los candidatos a la presidencia del país deben contar con una serie de requisitos: poseer la nacionalidad guinea; tener todos los derechos políticos y civiles; estar en condiciones físicas y psíquicas aceptables; y, justificar el patrocinio de electores que determina el Código Electoral (artículo 42). El presidente del país es elegido por sufragio universal directo a través de elecciones presidenciales (artículo 40).
El Presidente de la República es elegido por mayoría de votos en dos (2) rondas. La elección del Presidente de la República se adquiere por mayoría absoluta de los votos emitidos (artículo 41):
1) En el caso de que, al finalizar la primera vuelta, ningún candidato haya alcanzado esta mayoría, se procederá a una segunda vuelta de votación en las condiciones previstas en el artículo 43.
2) En esta segunda vuelta participan los dos  candidatos que hayan obtenido más votos en la primera vuelta. Se declara electo uno de los dos candidatos que haya obtenido mayoría simple.
El artículo 43 determina que las elecciones deberán celebrarse noventa días como máximo y sesenta días como mínimo antes de la fecha de vencimiento del mandato del Presidente de la República en ejercicio. Es el presidente de la República el encargado de fijar el día de la votación. 

## Mandato
El presidente de la República podrá ostentar el cargo en un mandato de 6 años, pudiendo renovar su mandato una vez más (artículo 40). Anteriormente, el presidente era elegido para un mandato de cinco años, pudiendo renovarlo para otro mandato. En ningún caso podría servir más de dos mandatos consecutivos o no (artículo 27). Tras el referéndum constitucional de 2020, el mandato pasó a seis años.
La constitución también regula el final del mandato presidencial o los casos especiales. Así, en caso de fallecimiento o incapacidad definitiva del Presidente de la República en ejercicio antes de la entrada en funciones del Presidente electo, éste asumirá sus funciones inmediatamente después de prestar juramento (artículo 47). 
Si durante su mandato la Presidencia de la República queda vacante, por fallecimiento, renuncia o cualquier otra causa de impedimento permanente, esta deberá ser declarada por el Tribunal Constitucional. El puesto de presidente será asumido, de forma interina, por el presidente de la Asamblea Nacional (artículo 54) que asumirá todos los poderes salvo el derecho a recurrir al referéndum, a pronunciar la disolución de la Asamblea Nacional, a tomar la iniciativa de una revisión de la Constitución, a ejercer la derecho al perdón (artículo 55).
Tanto al inicio como al final de su mandato el presidente deberá presentar la declaración fiscal de su patrimonio (artículo 49). Durante su mandato la figura del Presidente de la República está protegido contra delitos, injurias y calumnias en las condiciones que determine la ley (artículo 50). Los artículos 51 y 52 determinan las incompatibilidades del presidente para ejercer otro cargo público o privado durante su mandato, así como a participar (directa o indirectamente) en contratos públicos o privados. 

## Poderes constitucionales
El presidente de Guinea tiene amplios poderes como Jefe del Estado. El presidente es el encargado de determinar la política nacional e internacional (artículos 61 y 37 respectivamente). El presidente nombra al primer ministro (artículo 59), que es responsable ante el presidente de su acción política (artículo 62), y a los ministros del Gobierno, a propuesta del primer ministro (artículo 60). Además el presidente de la República es el encargado de presidir el Consejo de Ministros (artículo 35).
El Presidente de la República tiene potestad reguladora, firma las ordenanzas y decretos deliberados en el Consejo de Ministros y fija por decreto las atribuciones de cada ministro. Así mismo, tiene potestad para nombrar cargos civiles y militares (artículo 39). En cuanto a sus atribuciones militares, el presidente es responsable de la defensa nacional, presidiendo el Consejo Superior de Defensa Nacional y es el jefe supremo de las Fuerzas Armadas (artículo 36). El presidente de la República se encarga de acreditar a los embajadores guineanos en los países extranjeros y recibe la acreditación de los embajadores extranjeros radicados en el país (artículo 37). Entre otras atribuciones constitucionales el presidente puede ejercer el derecho de gracia (artículo 38). El Presidente de la República podrá, previa consulta al Presidente de la Asamblea Nacional, someter a referéndum cualquier proyecto de ley relativo a la organización de los poderes públicos, la promoción y protección de los derechos fundamentales o la acción económica y social del Estado, o tendiente a autorizar la ratificación de un tratado (artículo 86).
En cuanto a su relación con el poder legislativo, la Asamblea Nacional. Una vez al año, el presidente de la República entrega un mensaje a la Asamblea Nacional sobre el estado de la Nación. Se dirige a la Asamblea especialmente convocada a tal efecto. La declaración puede dar lugar a debate sin la presencia del Presidente de la República y no está sujeta a votación. El presidente, además, puede dirigir mensajes a la Asamblea Nacional a través de ministros (artículo 57). 
Las leyes aprobadas por la Asamblea Nacional serán promulgadas por el presidente de la República (artículo 86). No obstante, el presidente de la República podrá, mediante mensaje, solicitar a la Asamblea Nacional una nueva deliberación, la cual no podrá ser rechazada (artículo 87). En caso de no promulgación de la Ley por parte del Presidente de la República dentro de los plazos fijados, el presidente de la Asamblea Nacional recurrirá al Tribunal Constitucional para tomar nota del vencimiento del plazo constitucional y ordenar el registro y publicación en el Diario Oficial de la República (artículo 89).
Para los casos especiales como el estado de sitio y el estado de emergencia, es decretado por el presidente de la República, previa consulta con el presidente de la Asamblea Nacional y el presidente de la Corte Constitucional. Durante este período, el presidente de la República podrá tomar, mediante decretos, cualquier medida necesaria para defender la integridad del territorio y restablecer o mantener el orden público (artículo 100). El estado de guerra es declarado por el presidente de la República después de haber sido autorizado por la Asamblea Nacional por mayoría de dos tercios (2/3) de sus miembros.
En caso de persistente desacuerdo entre el Gobierno y la Asamblea Nacional sobre cuestiones fundamentales, el presidente de la República podrá, previa consulta al Presidente de la Asamblea Nacional, pronunciar la disolución de esta última (artículo 102), pero estará obligado a convocar nuevas elecciones dentro de los sesenta días siguientes.

## Lista de presidentes (1958-actualidad)
| Espectro político       |
| ----------------------- |
| PDG-RDA PUP Militar RPG |

| Presidente de la República | Presidente de la República | Presidente de la República                                                                     | Elecciones          | Inicio                  | Fin                     | Partido |
| -------------------------- | -------------------------- | ---------------------------------------------------------------------------------------------- | ------------------- | ----------------------- | ----------------------- | ------- |
| 1                          |                            | Ahmed Sékou Touré (1922-1984) Presidente de la República                                       | 1961 1968 1974 1982 | 2 de octubre de 1958    | 26 de marzo de 1984     | PDG-RDA |
| —                          |                            | Louis Lansana Beavogui (1923-1984) Presidente interino de la República                         | —                   | 26 de marzo de 1984     | 3 de abril de 1984      | PDG-RDA |
| 2                          |                            | Lansana Conté (1934-2008) Presidente de la República                                           | 1993 1998 2003      | 3 de abril de 1984      | 22 de diciembre de 2008 | PUP     |
| -                          |                            | Aboubacar Somparé (1944-2017) Presidente interino de la República                              | —                   | 22 de diciembre de 2008 | 24 de diciembre de 2008 | PUP     |
| -                          |                            | Moussa Dadis Camara (1964-) Presidente del Consejo Nacional para la Democracia y el Desarrollo | —                   | 24 de diciembre de 2008 | 3 de diciembre de 2009  | Militar |
| -                          |                            | Sékouba Konaté (1966-) Presidente del Consejo Nacional para la Democracia y el Desarrollo      | —                   | 3 de diciembre de 2009  | 21 de diciembre de 2010 | Militar |
| 3.                         |                            | Alpha Condé (1938-) Presidente de la República                                                 | 2010 2015 2020      | 21 de diciembre de 2010 | 5 de septiembre de 2021 | RPG     |
| -                          |                            | Mamady Doumbouya (1980-) Presidente del Comité Nacional de Reconciliación y Desarrollo         | —                   | 5 de septiembre de 2021 | Presente                | Militar |